# David Tibet
David Tibet (Originalmente David Michael Bunting), (Batu Gajah, Malasia, 5 de marzo de 1960) es un músico de Apocaliptic Folk y artista que creció en Londres, en donde colaboró con las bandas Psychic TV (1981-1983) y 23 Skidoo (1982-1983). Dos años más tarde, en 1985 fundaría su actual agrupación: Current 93. Aparte de ser miembro de Current 93 y Nurse With Wound, David Tibet es pintor.

## Trayectoria
Desde una temprana edad comenzó a mostrar interés por los escritos de Aleister Crowley, los cuales en parte lo llevaron a ser el miembro más joven de la OTO (Ordo Templi Orientis) a la corta edad de 15 años. Años más tarde tomaría el concepto '93 Current' de los mismos escritos de Crowley para dar nombre a su banda. ``Crowley said he was informed by Aiwass in Liber AL that 93 was the number of the aeon. So OK, it's the number of the aeon, I don't know what the fuck that means.´´
A finales de los años '80, abandonó la orden, desencantado con las leyes de Thelema y retomó su interés con el budismo tibetano, convirtiéndose en uno de los patrocinantes de las enseñanzas en el Reino Unido del lama Chimed Rigdzin Lama Rinpoche. Paralelamente, por esa misma época fue desarrollando un creciente interés en ciertos aspectos del misticismo cristiano, tomando como principales fuentes los Evangelios (tanto los "oficiales" como los "apócrifos") y el Libro de las Revelaciones o Apocalipsis. ´
Desde los años '90, todas sus obras están impregnadas de este espíritu cristiano y apocalíptico. En uno de los mensajes incluidos en su lista de correos se define como "obsesionado con los Evangelios, cristocéntrico, católico en algunos aspectos aunque no en todos, y fundamentalmente Escritural en otros aspectos".
Manifiesta en el mismo mensaje: "Creo que Cristo fue la única manifestación de Dios en el mundo, en el sentido específico de ser su hijo. Creo en la Inmaculada Concepción (aunque la estricta veracidad histórica de este artículo de dogma me tiene sin cuidado), la Crucifixión y la Resurrección. Creo que estamos viviendo los Últimos Días, que ya han aparecido muchos Anticristos y está a punto de aparecer el final. Creo en el Cielo y el Infierno. Siempre trato de recordar las CUATRO ÚLTIMAS COSAS: Muerte, Juicio, Cielo e Infierno. Y una QUINTA: AMOR. Siempre sentí un respeto y un amor particulares por Santa Rita, Lázaro, el Padre Pío y San Francisco de Asís. Soy un gran admirador de John Bradburne, quien espero sea beatificado pronto. Además de la Biblia y del Evangelio (apócrifo) de Santo Tomás, los escritores que más me influyeron fueron Dostoyevsky, Tolstoy, Julian of Norwich, T. S. Eliot, C. S. Lewis, Blaise Pascal, Bede Griffiths, Kierkegaard, y Watchman Nee (...); pero de todos ellos, Kierkegaard es el que más representa para mí".
No obstante haber renunciado al OTO, en abril de 2006, fue designado para integrar el "Gabinete" de la orden. Se trata de un órgano no deliberativo, con funciones principalmente propagandísticas, en el que se integran iniciados y no iniciados, miembros de la OTO y no miembros, respetándose las distintas filiaciones religiosas. David Tibet integra el Gabinete como no miembro.

## Colaboraciones musicales
Ha trabajado en conjunto con Nick Cave, Rose McDowall (Strawberry Switchblade, Sorrow), Jhonn Balance (Coil), Douglas P. (Death In June) Steven Stapleton (Nurse With Wound), Michael Cashmore (Nature And Organization), Ben Chasny (Six Organs of Admittance), Steve Ignorant (Crass), Marc Almond, Baby Dee, Andria Degens (Pantaleimon), Tiny Tim, John Contreras, Peter Chrisopherson (Throbbing Gristle, Coil) entre muchos otros. 

## Influencias musicales
Nurse With Wound, The Ronnettes, Erik Satie, Tiny Tim, Love, The Incredible String Band, Shirley Collins música religiosa y cantos gregorianos entre otros.

## Influencias literarias
Kierkegaard, Dostoyevsky, Tolstoy, Julian of Norwich, TS Eliot, C. S. Lewis, Blas Pascal, Bede Griffiths, Watchman Nee , Les Chants de Maldoror (del Conde de Lautréamont), La Biblia, Noddy the Gnome (de Enid Blyton), las Eddas, Imperium (Francis Yockey Parker), Hildegard von Bingen, John Dee, Heptarchia Mystica, The Thunder Perfect Mind, William Blake, Sveinbjörn Beinteinsson (líder de la religión Ásatrú en Islandia), Rinpoche (lama Chi.med.rig.'dzin), James Joyce, Thomas Ligotti, MR James (varias historias de fantasmas), The Cloud of Unknowing y el conde Eric Stenbock.

## Otras influencias
The Wicker Man, y todas las películas de horror inglesas de la productora Hammer Films; el pintor Louis Wain, Aleister Crowley, las runas y la religión.